# Luis Rodríguez (baseball)
Luis Orlando Rodríguez (né le 27 juin 1980 à San Carlos, Venezuela) est un ancien joueur des Ligues majeures de baseball. Habituellement joueur d'arrêt-court, il jouait aussi au troisième but et au deuxième but.

## Biographie
Luis Rodríguez est recruté comme agent libre amateur par les Twins du Minnesota le 1er juin 1997. Il passe huit saisons en Ligues mineures avant d'effectuer ses débuts en Ligue majeure le 21 mai 2005.
Mis en ballottage après la saison 2007, Rodríguez rejoint les Padres de San Diego en octobre 2007. 
Rodríguez s'engage le 2 décembre 2009 chez les Indians de Cleveland en paraphant un contrat de Ligues mineures accompagné d'une invitation à l'entraînement de printemps 2010. Il passe l'année dans les mineures. et signe le 24 novembre 2010 un contrat avec les Mariners de Seattle, pour qui il dispute 44 matchs en 2011 avant de devenir agent libre. Le 24 septembre, il accepte le contrat des ligues mineures offert par les Mariners mais passe la saison 2012 avec leur club-école de Tacoma.
Le 17 décembre 2012, il est mis sous contrat par les Angels de Los Angeles d'Anaheim.

## Statistiques
| Saison | Équipe    | G   | AB  | R  | H   | 2B | 3B | HR | RBI | SB | BA    |
| ------ | --------- | --- | --- | -- | --- | -- | -- | -- | --- | -- | ----- |
| 2005   | Minnesota | 79  | 175 | 21 | 47  | 10 | 2  | 2  | 20  | 2  | 0,269 |
| 2006   | Minnesota | 59  | 115 | 11 | 27  | 4  | 0  | 2  | 6   | 0  | 0,235 |
| 2007   | Minnesota | 68  | 155 | 18 | 34  | 5  | 1  | 2  | 12  | 1  | 0,219 |
| 2008   | San Diego | 64  | 202 | 22 | 58  | 11 | 1  | 0  | 12  | 1  | 0,287 |
| 2009   | San Diego | 93  | 251 | 18 | 42  | 6  | 0  | 2  | 16  | 1  | 0,202 |
| Totaux | Totaux    | 363 | 855 | 90 | 208 | 36 | 4  | 8  | 66  | 5  | 0,243 |

Note : G = Matches joués ; AB = Passages au bâton; R = Points ; H = Coups sûrs ; 2B = Doubles ; 3B = Triples ; 
HR = Coup de circuit ; RBI = Points produits ; SB = Buts volés ; BA = Moyenne au bâton.